# Państwo karpieńskie
Państwo karpieńskie – niewielkie feudalne państwo istniejące w XIV i XV w. na terenie wschodniej części obecnej ziemi kłodzkiej ze stolicą na zamku Karpień. Jego zasięg terytorialny pokrywał się mniej więcej z obszarem dzisiejszych gmin Stronie Śląskie i Lądek-Zdrój. 

## Literatura
- Słownik geografii turystycznej Sudetów, t. 17, Wrocław 1993, s. 102.